# Círculo hermenêutico
O círculo hermenêutico (em alemão:  hermeneutischer Zirkel) descreve o processo de compreensão hermenêutica de um texto. Refere-se à ideia de que a compreensão do texto como um todo é estabelecida em referência às partes individuais e a compreensão de cada parte individual, por referência ao todo. Nem todo o texto e nem qualquer parte individual deste mesmo texto podem ser compreendidos sem referência um ao outro e é, portanto, um círculo. No entanto, este caráter circular de interpretação não significa necessariamente que seja impossível interpretar um texto; antes, ele enfatiza que o significado de um texto deve ser encontrado dentro de seu contexto cultural, literário e histórico.

## História
Santo Agostinho de Hipona foi o primeiro filósofo e teólogo a introduzir o ciclo hermenêutico da fé e da razão (em latim : credo ut intellegam e intellego ut credam). O círculo foi concebido para aprimorar a exegese bíblica e foi ativado pela crença pessoal na veracidade de Deus. De acordo com as Confissões, os versículos mais difíceis da Bíblia devem ser lidos à luz do Espírito Santo de Deus, considerando o contexto do "espírito da Bíblia como um todo", entendendo-a como um texto único e não contraditório, divinamente inspirado.
A abordagem de Friedrich Schleiermacher à interpretação enfoca a importância do intérprete compreender o texto como uma das etapas necessárias para interpretá-lo. A compreensão envolve movimentos circulares repetidos entre as partes e o todo. Daí a ideia de um círculo interpretativo ou hermenêutico. Compreender o significado de um texto não significa decodificar as intenções do autor. Trata-se de estabelecer as relações reais entre o leitor, o texto e o contexto." Até a leitura de uma frase envolve esses movimentos circulares repetidos por meio de uma hierarquia de relações das partes com o todo (parte-todo). Assim, podemos dizer que enquanto lê esta frase, você está analisando palavras isoladas conforme o texto vai se desdobrando, mas também está pesando no significado de cada palavra contra nossa mudança de sentido do significado geral da frase que está lendo, ou talvez mal-entendido, ou talvez esta frase está lembrando você de (ou entrando em conflito com) outra visão sobre a interpretação que você, no passado, defendeu ou desacreditou. Consequentemente, somos levados ao contexto histórico mais amplo da frase, dependendo de sua localização e de nossas próprias circunstâncias.
Wilhelm Dilthey usou o exemplo de como compreendemos uma frase para explicar como funciona o curso circular da compreensão hermenêutica. Ele enfatizou particularmente que o significado e o significante sempre foram contextuais. Assim, o significado de qualquer frase não pode ser totalmente entendido a menos que conheçamos as circunstâncias históricas de sua declaração. E isso significa que a interpretação está sempre ligada à situação da pessoa que interpreta, pois só se pode construir uma história a partir do conjunto particular de circunstâncias em que se encontra o narrador. Assim, Dilthey diz: "O sentido fundamentalmente brota de uma relação da parte com o todo, que está fundamentada na natureza da experiência viva." Para Wilhelm Dilthey, "o significado não é subjetivo; não é a projeção do pensamento ou pensamento sobre o objeto; é a percepção de uma relação real dentro de um nexo anterior à separação sujeito-objeto no pensamento."
Martin Heidegger (1927) elaborou o conceito de círculo hermenêutico para oferecer a visão do todo em se tratando de uma realidade que se situava na experiência detalhada da existência cotidiana de um indivíduo (as partes). Assim, o entendimento foi desenvolvido com base em "categorias" de entendimento, que permitem que fenômenos externos sejam interpretados de maneira preliminar.
Outro exemplo do uso que Heidegger faz do círculo hermenêutico ocorre em sua tese sobre A Origem da Obra de Arte (1935-1936). Aqui, Heidegger apresenta que tanto os artistas quanto as obras de arte só podem ser entendidos com referência um ao outro, e que nenhum deles pode ser entendido à parte da "arte", que, por sua vez, também não pode ser entendida à parte das duas anteriores. A 'origem' da obra de arte é portanto misteriosa e elusiva, aparentemente desafiando a lógica: “assim, somos compelidos a seguir o círculo. Isso não é algo improvisado ou um defeito. Entrar neste caminho é a expressão da força do pensamento, já continuar nele é a farra do pensamento, assumindo que pensar é uma arte. Não só a passagem principal da obra à arte é um círculo, assim como a passagem da arte ao trabalho, mas cada passagem separada que tentamos fazer aborda esse círculo. Para descobrir a natureza da arte que realmente prevalece na obra, devemos passar à obra real e perguntar à obra: o que é e como ela é. ”  :18
Heidegger prossegue dizendo que uma obra de arte não é uma coisa simples (como uma maçaneta ou um sapato, que normalmente não envolvem experiência estética ). Ela não pode escapar de seu "caráter coisificado", isto é, de ser parte do conjunto maior das coisas no mundo, à parte de toda uma experiência estética. :19 A síntese entre o coisivo e o artístico encontra-se no caráter alegórico e simbólico da obra, "mas este elemento em uma obra que manifesta outra, este elemento que se junta a outra, é o traço coisivo na obra de arte".  :20 Nesse ponto, porém, Heidegger levanta a dúvida "se a obra é, no fundo, outra coisa e não uma coisa". Mais tarde, ele tenta quebrar a oposição metafísica entre forma e matéria, e todo o outro conjunto de dualismos que incluem: racional e irracional, lógico e ilógico / alógico, e sujeito e objeto. Nenhum desses conceitos existe independente um do outro, e nenhum pode ser reduzido ao outro: Heidegger sugere que devemos olhar para além de ambos.  :27
Hans-Georg Gadamer (1975) desenvolveu ainda mais esse conceito, levando a uma ruptura com as tradições hermenêuticas anteriores. Enquanto Heidegger via o processo hermenêutico como ciclos de autorreferência que situavam nossa compreensão em preconceitos a priori, Gadamer reconceituou o círculo hermenêutico como um processo iterativo, por meio do qual, uma nova compreensão de toda a realidade é desenvolvida por meio da exploração dos detalhes da existência. Gadamer viu a compreensão como sendo esta mediada linguisticamente, por meio de conversas com outras pessoas nas quais a realidade é explorada e é alcançando um acordo que representa uma nova compreensão. A centralidade da conversa para o círculo hermenêutico é desenvolvida por Donald Schön, que a caracteriza como um círculo hermenêutico que se desenvolve por meio de “uma conversa com a situação”.
Paul de Man, em seu ensaio "Form and Intent in the American New Criticism", fala sobre o círculo hermenêutico com referência a ideias paradoxais sobre a "unidade textual" adotada e herdada da crítica americana. De Man aponta que a "unidade textual" que a Nova Crítica localiza em uma dada obra tem apenas uma "semicircularidade" e que o círculo hermenêutico se completa no "ato de interpretar o texto". Combinando Gadamer e Heidegger em uma crítica epistemológica de interpretação e leitura, De Man argumenta que com a Nova Crítica, a Crítica Americana "entrou pragmaticamente" no círculo hermenêutico, "confundindo-se com a circularidade orgânica dos processos naturais."
Para os pós-modernistas, o círculo hermenêutico é especialmente problemático. Estes não só acreditam que só se pode conhecer o mundo pelas palavras que se usa para descrevê-lo, mas também que "sempre que se tenta estabelecer uma certa leitura de um texto ou expressão, supõem outras leituras como base para a sua  atual leitura". Para os pós-modernistas, em outras palavras, "Todos os sistemas de significado são sistemas abertos de signos que se referem a outros signos e que, por sua vez, se referem ainda a outros signos. Sendo assim, nenhum conceito pode, portanto, ter um significado definitivo e inequívoco ".

## Crítica
Judith N. Shklar (1986) aponta a ambiguidade no significado e função do "círculo" como uma metáfora para a compreensão. É considerado como se referindo a um círculo geométrico, em vez de um processo circular, parece implicar um centro, mas não está claro se o próprio intérprete está lá, ou se, pelo contrário, algum "princípio organizador e princípio iluminador além dele [está] lá esperando para ser descoberto." Além disso, e mais problemático para Shklar, "o círculo hermenêutico só faz sentido se houver um todo conhecido e fechado, que pode ser compreendido em termos de suas próprias partes e que tenha como núcleo Deus, que é seu âncora e criador. Somente a Bíblia realmente atende a essas condições. É o único texto possivelmente totalmente autossuficiente."  Um outro problema se encontra no fato de que Gadamer e outros assumirem um papel fixo para a tradição (individual e disciplinar/acadêmica) no processo de qualquer compreensão hermenêutica, embora seja mais correto dizer que os intérpretes têm ligações culturais múltiplas e às vezes conflitantes, ainda que isso não impeça o diálogo intercultural e/ou interdisciplinar. Por fim, ela alerta que, pelo menos nas ciências sociais, a interpretação não substitui a explicação.
Heidegger (1935-1936)  :18 e Schockel (1998)  respondem aos críticos deste modelo de interpretação, que alegam que é um caso de raciocínio inválido, afirmando que qualquer forma de reflexão ou interpretação deve variar entre o particular e o geral, a parte e o todo. Não "implora a questão" porque é uma abordagem diferente da lógica formal. Embora implique em pressuposições, não assume nenhuma premissa como certa. Já Schokel sugere uma espiral como uma metáfora melhor para interpretação, mas admite que a influência de Schleiermacher pode ter "aclimatado" o termo.